# Нішевий парфум
Нішеві парфуми (або «ніша»)– альтернатива масовому виробництву парфумів. Нішева парфумерія має обмежену клієнтуру та відповідно обмежений діапазон продажу, тому метою нішевих виробників парфумів не є продати якомога більше.
Такі компанії-виробники, як правило, менші за великі парфумерні концерни, такі як Coty Inc., Puig і Firmenich, але більші, ніж «інді-парфумерні» лінії, якими зазвичай володіють і керують самі парфумери.

## Історія
В останні десятиліття 20-го століття та на початку 21-го у нішевої парфумерії з'явилися прихильники, особливо в Європі та Північній Америці серед людей, які шукали унікальні аромати. Оскільки нішеві парфумерні бренди зазвичай випускали менші партії, ніж аромати дизайнерів або знаменитостей, то ці парфуми були менш поширені. У книзі Луки Туріна та Тані Санчес "Парфуми: Довідник від А до Я» (2010) Турін називає бренд L'Artisan Parfumeur, заснований в 1976 році, «першою нішевою фірмою», а у другому томі серії відзначає відкриття у 1955 році у Нью-Йорку парфумерного бутика Aedes de Venustas як позначку «найперших днів кембрійського вибуху Ніші».
У 2010-х роках, після десятиліття занепаду ароматів для масового ринку, міжнародні конгломерати класу люкс придбали багато нішевих лінійок і розповсюдили їх у більш широких колах. Компанія Estée Lauder Cos. Inc. була першою, яка увійшла у цей сектор, придбавши у 1999 році британський нішевий бренд Jo Malone London (засновниця бренду Джо Малон залишалася на посаді креативного директора до 2006 року, а потім звільнилася, і зрештою створила нову нішеву лінію під назвою Jo Loves.) Водночас придбання нішевих брендів компанією Estée Lauder прискорилося в 2010-х роках. А саме, були придбані три бренди: Éditions de Parfums Frédéric Malle і Le Labo у 2014 році та By Kilian у 2016 році. Також у 2016 році іспанський парфумерний конгломерат Puig придбав Penhaligon's і L'Artisan Parfumeur, а L'Oréal придбала Atelier Cologne . У 2017 році LVMH купила Maison Francis Kurkdjian .

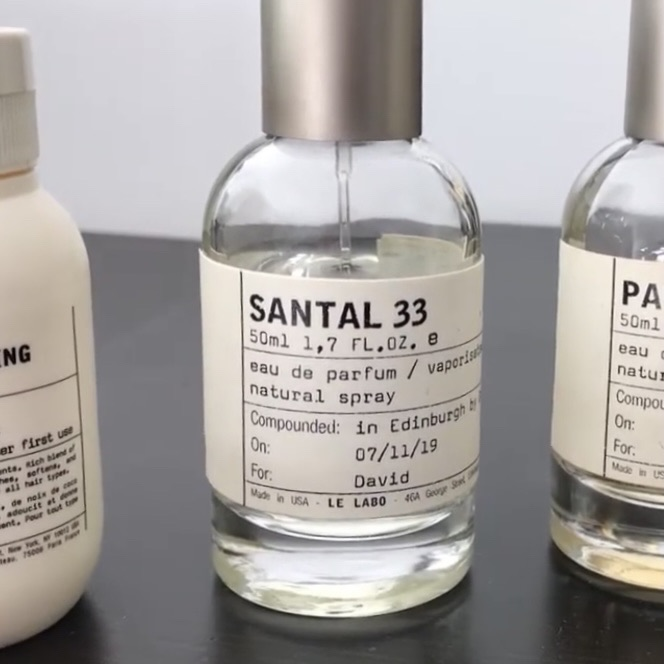
Парфум Le Labo Santal 33 у флаконі 50 мл

Такі зміни ускладнили концепцію нішевої парфумерії, оскільки багато нішевих парфумів стали такими ж широкодоступними та всюдисущими, як і дизайнерські парфуми. Останні іноді називали «парфумерією універмагу», водночас багато нішевих ліній стали так само доступними в універмагах. У статті Marie Claire за вересень 2020 року, яка рекламувала «Нішеві парфуми, які виділять вас із натовпу», згадувалися Chanel № 5 і Le Labo Santal 33 (останній був ексклюзивним нішевим ароматом) поряд як широко знайомі аромати, яких краще уникати обираючи більш незрозумілі нішеві парфуми.

## Відомі нішеві парфуми
- Aedes de Venustas Eau de Parfum[12][13]
- Éditions de Parfums Frédéric Malle L'Eau d'Hiver[14][15]
- Éditions de Parfums Frédéric Malle Musc Ravageur[16][17]
- L'Artisan Parfumeur Dzing![18][19][20]
- L'Artisan Parfumeur Premier Figuier[21][22][23][24]
- L'Artisan Parfumeur Seville à l'Aube[25][26][27][28]
- Le Labo Rose 31
- Le Labo Santal 33

## Дивитися також
- Олівія Джакобетті
- Бертран Дюшофур
- Жан-Клод Еллена